# SC Faetano
SC Faetano is een San Marinese voetbalclub uit Faetano. De club werd opgericht in 1962 en de clubkleuren zijn wit, blauw en geel.

## Erelijst
- Landskampioen in 1986, 1991, 1999
- Coppa Titano: Winnaar in 1993, 1994, 1998
- Trofeo Federale: Winnaar in 1994

## Faetano in Europa
Uitslagen vanuit gezichtspunt SC Faetano
| Seizoen                                                    | Competitie    | Ronde | Land             | Club         | Totaalscore | 1e W    | 2e W    | PUC |
| ---------------------------------------------------------- | ------------- | ----- | ---------------- | ------------ | ----------- | ------- | ------- | --- |
| 2010/11                                                    | Europa League | 1Q    | Vlag van Georgië | FC Zestafoni | 0-5         | 0-5 (U) | 0-0 (T) | 0.5 |
| Totaal aantal behaalde punten voor UEFA coëfficiënten: 0.5 |               |       |                  |              |             |         |         |     |

Zie ook
- Deelnemers UEFA-toernooien San Marino
- Ranglijst van alle clubs die in de diverse Europa Cups zijn uitgekomen

SP Cailungo · 
SS Cosmos · 
FC Domagnano · 
SC Faetano · 
SP La Fiorita · 
FC Fiorentino · 
SS Folgore/Falciano · 
AC Juvenes/Dogana ·
AC Libertas ·  
SS Murata · 
SS Pennarossa · 
SP Tre Fiori · 
SP Tre Penne · 
SS San Giovanni · 
SS Virtus

Voormalig:
SP Aurora ·
GS Dogana ·
SS Juvenus